# 大根 (静岡県)
大根（おおね）または大根島（おおねじま、英: Onejima island）は、日本の伊豆半島最南端、石廊崎の西北西約2 kmにある島。行政区画上は静岡県賀茂郡南伊豆町に属しており、富士箱根伊豆国立公園内に位置する。
外周約1 kmの無人島で、石廊崎安山岩層の水中自破砕溶岩で構成されている。頂上の海抜は64 mである。最寄りの集落である南伊豆町中木地区からは南方へ約1 km離れている。

## 地理

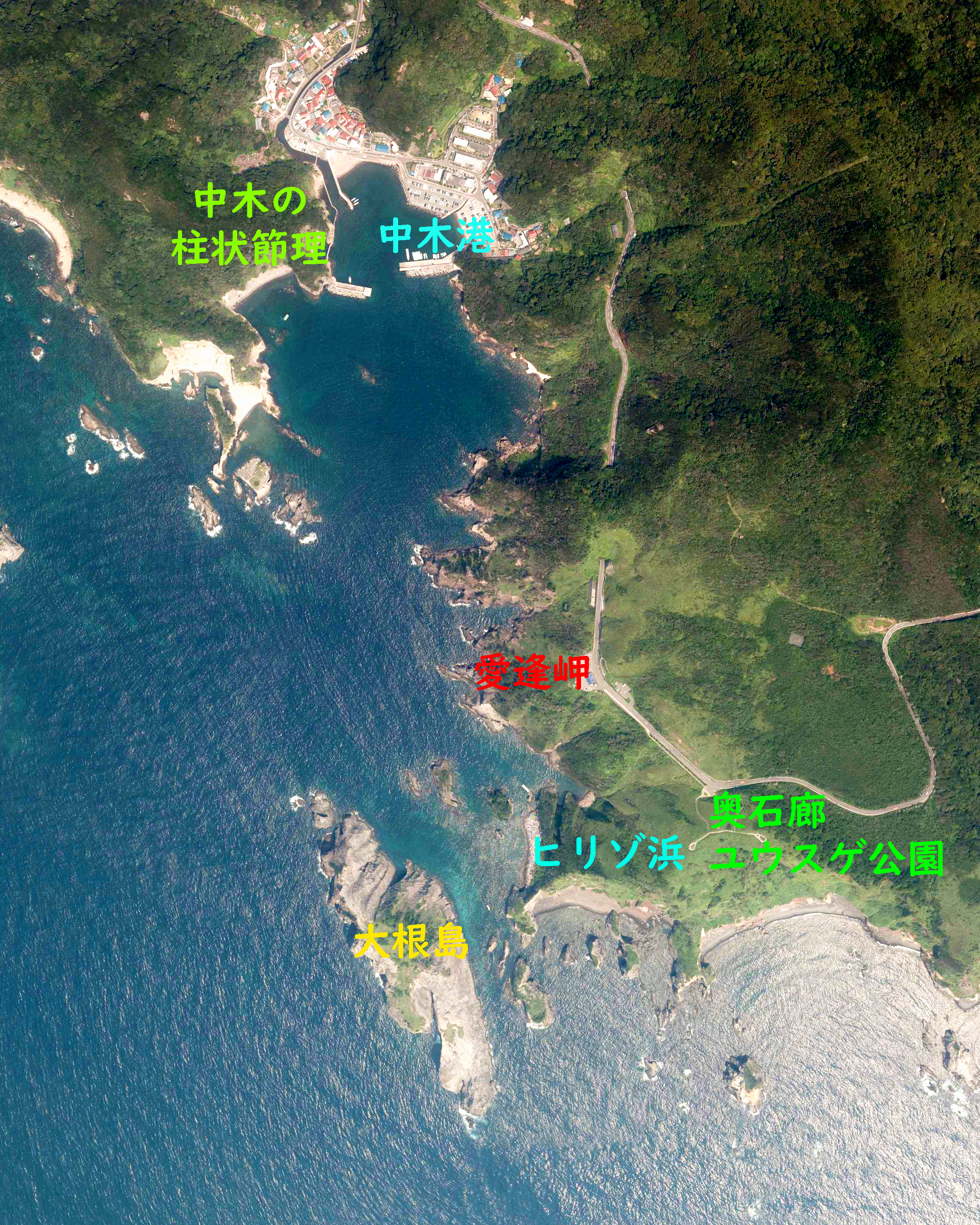
大根島周辺の空中写真。。2013年8月11日撮影。

「奥石廊崎」と呼ばれる石廊崎の西側、南伊豆町中木地区の南沖約1kmに位置する。面積は約0.0471 km2。磯の続きの島で、本土（伊豆半島）からの距離は駿河湾口対岸から約70 mである。海岸線長は1.319 km。最寄り集落である南伊豆町中木にある漁港は、公式には三坂漁港（みさかぎょこう）の一部（「中木地区」）であるが、中木港（なかぎこう）、中木漁港とも呼称される。島に架橋などはされておらず、また人の居住歴なども確認されていない。
大根島は伊豆半島の西側に位置しており、大根島の対岸（伊豆半島）にある海岸は「ヒリゾ浜」と呼ばれ、夏季には中木港からヒリゾ浜への海水浴・シュノーケリング客向けの渡船が出ている。ヒリゾ浜の近く（崖上を走る県道下田石廊松崎線沿い）にある奥石廊ユウスゲ公園や愛逢岬からは、ヒリゾ浜や大根島、後述の「君掛根」などの岩島を見渡すことができる。島の西側は駿河湾で、外洋側（西側）には大きなひび割れがあり、大波が押し寄せると波がそのひび割れを遡り、水しぶきが白煙のように立ち上ることがある。大根島南端の内側（東側）は水深5 - 10 mである一方、外側（西側）の外洋は水深10 - 35 mに達する。
ヒリゾ浜と「大根島」の間に浮かぶ「平五郎岩」（座標）や「岡葉山」（座標）、「沖葉山」（座標）という2つの小島、またヒリゾ浜より南側の「ヒカゲ」（座標）という島、大根島の北端の西側に浮かぶ岩礁「ロクロ」（座標）など、周囲には大小様々な島がある。大根島と対岸一帯は、静岡県により「今守りたい大切な自然」の候補地に指定されている。また大根島から北西約1.1 km地点には「君掛根」（きみかけね、座標）という無人島があり、奥石廊崎海岸からは大根島や君掛根などの岩島を見渡すことができる。大根島や君掛根を含む奥石廊一帯は富士箱根伊豆国立公園の第1種特別地域、および名勝「伊豆西南海岸」に指定されている。大根島より南西方向に浮かぶ島「カツオ島」（座標）は磯釣りの名所として知られ、本瀬港・石廊崎港・中木港から渡船が出ている。

## 名前の由来
名前の由来は、釣り用語で海中の岩礁や水面に現れた岩場を指す「根」の中でも大きなものであるから、という説がある。伊豆半島南部にはこの島以外にも、下田市にそれぞれ「大根」（おおね）という無人島が2つある。1つは下田湾の湾口に位置する灯台のある島であり（座標）、もう1つは田牛港（とうじこう、座標）沖の磯で、田牛港の南南東に位置する（座標）。
また石廊崎の南にも、この大根島とは別に「大根」（おおね、座標）や「大根小島」（座標）という島がある。

## 観光地として
加森観光のグループ会社である伊豆クルーズ（本社：下田市）が石廊崎港から「石廊崎岬めぐり」という遊覧船を運航しており、その航路の1つは「奥石廊埼（ヒリゾ海岸）コース」と呼ばれる。この航路は石廊崎の南を廻り、大根島の周りを一周して（途中でヒリゾ浜と大根島の間の海峡を経由して）石廊崎港に戻るという航路で、所要時間は一周25分。出航から約10分で大根島近辺に到達する。
また大根島はイシダイやモロコなどが釣れる磯釣りの好ポイントとしても紹介されており、中木港から渡船が出ている。かつては中木（仲木）の港から大根島まで、30人乗りの遊覧船が運航されていた（遊覧船は料金100円、入島料は60円）。また仲木だけでなく、同集落から北東に位置する入間からも航路があった。
2019年時点では島へ上陸する定期船便はないが、周辺海域は海水の透明度が高いことから、スキューバダイビングやシーカヤックの穴場になっている。三坂漁港にあるダイビングショップに申し込めば島の近海でインストラクターのサポートを受けながら、サンゴや熱帯魚が泳ぐ海を体感できる。

### タイワンザルについて
1964年（昭和39年）ないし1965年（昭和40年）ごろ、数名の南伊豆町住民と観光業者が大根島を観光地することを計画し、その目玉としてタイワンザルを輸入して大根島に放した。移入されたタイワンザルたちは私営観光施設で放し飼いにされていた個体たちで、放されたタイワンザルの頭数は十数頭とも、50頭とも言われている。しかし観光地化計画は頓挫し、タイワンザルたちはそれ以降放し飼いにされていた。1965年以前は島に50 - 60頭がいたが、同年の台風26号で30 m超の大波が押し寄せ、1967年（昭和42年）時点では約30頭が残っていたとする文献もある。慶應義塾大学講師の小野清子が同年8月下旬に大根島を訪れた時点では、サルは32頭いたという。
大根島は本土との距離が近いため、サルが海を泳ぐか流されて漂着した場合、伊豆半島に生息する在来種であるニホンザルと交雑することが懸念された。一方で大根島はサルの食物になる植物がほとんど生えていなかったことから、2011年（平成23年）時点で動物福祉の観点からも早急な対策が望まれていた。鳥居春己らの聞き取り調査によれば、大根島におけるタイワンザルの個体数は2001年（平成13年）4月時点で17頭、2009年（平成21年）12月時点で7頭と、導入された当初と比べて自然減少し続けていた。
観光遊覧船の乗客が乗船したまま餌付けできるなど、地元観光産業の目玉となっていたが、タイワンザルは2005年（平成17年）に特定外来生物に指定された。特定外来生物指定後もタイワンザルを導入した地元業者と、2007年（平成19年）に地元業者から遊覧船事業を譲渡された伊豆クルーズは環境大臣からの許可を受けず、客が投げ込むサツマイモを餌としてタイワンザルを養っていたが、環境省から改善指導を受けたため、2012年（平成24年）から遡って数年前からは客による餌やりを中止し、それ以降はサルが空腹で島から逃げ出すことを防ぐため、遊覧船の船長だけが餌やりを行っていた。
伊豆クルーズは大根島のタイワンザルたちについて、自然に死滅することを待つか他の施設に譲渡するかを検討したが、環境の激変でサルに過酷な生活を強いることなどを理由に、2012年7月までに全頭を殺処分することを決め、環境省に報告していた。この殺処分の方針が決まったのは2011年のことで、アニマルライツセンターは生き残っているタイワンザルたちに繁殖制限処置をして余生を全うさせることを提案したが、「飼養者」である伊豆クルーズに飼養継続の意思がないことや、外来種・立地の問題から環境省はその提案を否定していた。これ以降、殺処分の方針に反発した動物保護団体のメンバーが島に渡って餌やりをしたり、観光業者に対する抗議活動を展開したりしていた。2012年10月時点でも動物保護団体の関係者がタイワンザルに餌を与えるために島へ上陸しており、2013年（平成25年）6月時点では『静岡新聞』が島のタイワンザルについて「生息している」「観光業者がいったん殺処分を決めた」と報じている。その後、2022年（令和4年）時点では特に対策は取られなかったものの、サルは残り数頭まで自然に数を減らしたとされていた。2023年（令和5年）時点ではサルは駆除され、島に上陸した釣り人が食料や配合餌などを持ち去られる心配はなくなったとされている。